# کیجو کاراشیما
کیجو کاراشیما (انگلیسی: Keiju Karashima؛ زادهٔ ۲۴ ژوئن ۱۹۷۱) بازیکن فوتبال اهل ژاپن است.
از باشگاه‌هایی که در آن بازی کرده‌است می‌توان به باشگاه فوتبال گامبا اوساکا و باشگاه فوتبال آویسپا فوکوئوکا اشاره کرد.